# Инфешта (Селорику-ди-Башту)
Инфешта (порт. Infesta) — район (фрегезия) в Португалии, входит в округ Брага. Является составной частью муниципалитета Селорику-ди-Башту. По старому административному делению входил в провинцию Минью. Входит в экономико-статистический субрегион Аве, который входит в Северный регион. Население составляет 316 человек на 2001 год. Занимает площадь 5,89 км².